# Sesostris I

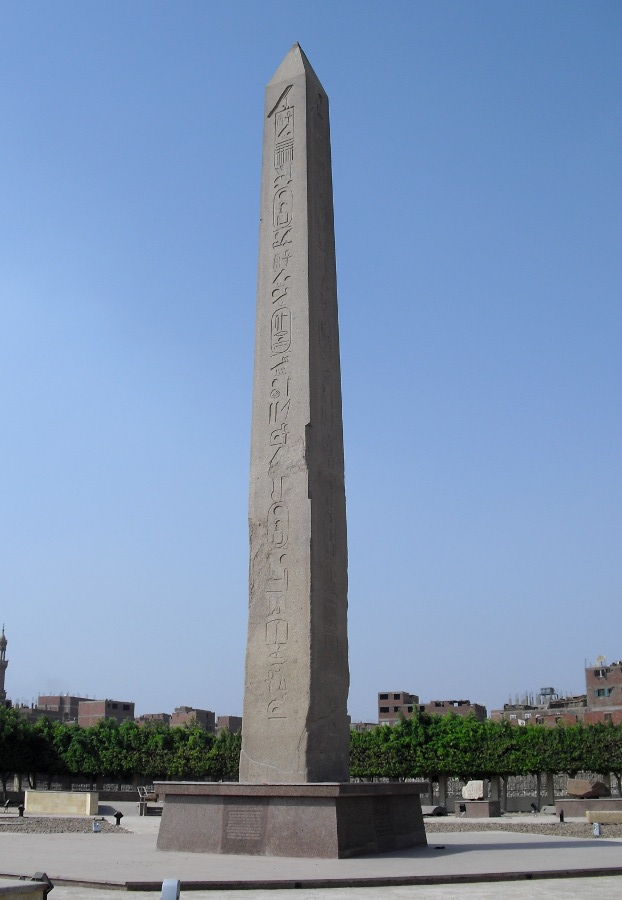
Obelisco de Senusert I en Heliópolis: el más antiguo conservado del mundo.

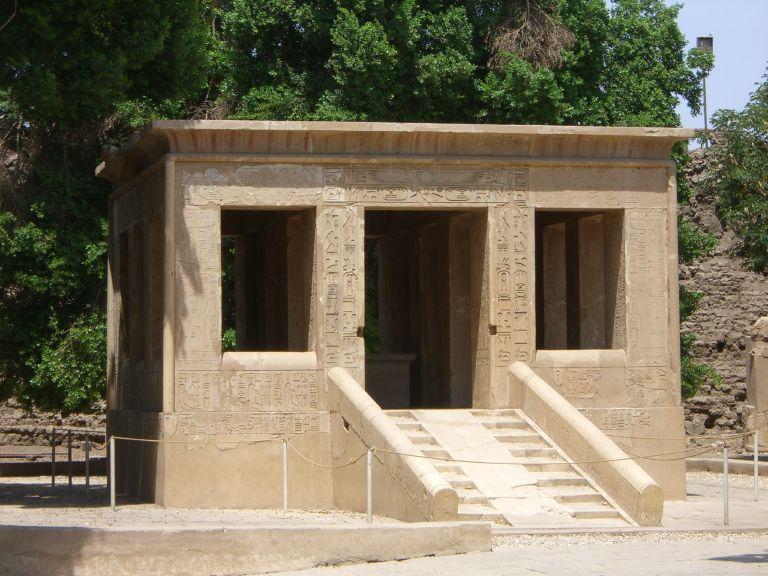
La denominada Capilla Blanca de Senusert I en Karnak.

Jeperkara Senusert, Senusert I, o Sesostris I, fue el segundo faraón de la dinastía XII del Imperio Medio de Egipto, que gobernó de c. 1961-1915 a. C. Fue uno de los reyes más poderosos y eficientes de esta dinastía.
Manetón le denomina Seconcosis y comenta que reinó 46 años, según Sexto Julio Africano y Eusebio de Cesarea. El Canon de Turín le denomina Jeperkara y le asigna un reinado de 45 años. En la Lista Real de Abidos y la Lista Real de Saqqara figura como Jeperkara.

## Biografía
Era hijo de Amenemhat I y de la reina Nefertitanen. Su propia esposa y hermana fue Neferu. Ella era también la madre del sucesor: Amenemhat II.
A Senusert I se le menciona en la Historia de Sinuhé, donde se narra cómo estando de campaña militar en el desierto Líbico tuvo que volver apresuradamente al palacio real en Menfis al enterarse del asesinato de su padre, el faraón Amenemhat I.
Trató de centralizar la estructura política del país nombrando a nomarcas que le eran leales.
También continuó con la agresiva política expansionista de su padre contra Kush (Nubia), estableciendo la frontera meridional de Egipto en la fortaleza de Buhen, cerca de la segunda catarata del Nilo.

## La corte
La corte de Senusert I es bastante bien conocida. El primer chaty del reinado fue Infefiqer, acreditado en numerosas inscripciones y por su tumba junto a la pirámide de Amenemhat I. Parece haber permanecido bastante tiempo en su cargo, y a éste le siguió Senusert. Son conocidos también dos tesoreros del rey, Sebekhotep (año 22.º) y Mentuhotep. El último poseyó una grandiosa tumba junto a la pirámide del rey y parece haber sido el principal arquitecto del templo de Amón en Karnak. En el 43.er año de reinado, Senusert I designó como corregente a su hijo Amenemhat II, aun menor, y cerca del 46.º año murió.

## Edificaciones de su época
Envió varias expediciones para extraer minerales al Sinaí y Uadi Hammamat y ordenó construir y ampliar numerosas capillas y templos a través de Egipto y Nubia en su largo reinado.
Amplió el importante templo de Atum-Ra en Heliópolis, centro del culto solar, y erigió allí dos obeliscos de granito rojo, proveniente de Asuán, para celebrar su Heb Sed, en el 30.º aniversario de reinado. Uno de los obeliscos todavía queda en pie, siendo el más antiguo conservado de Egipto.

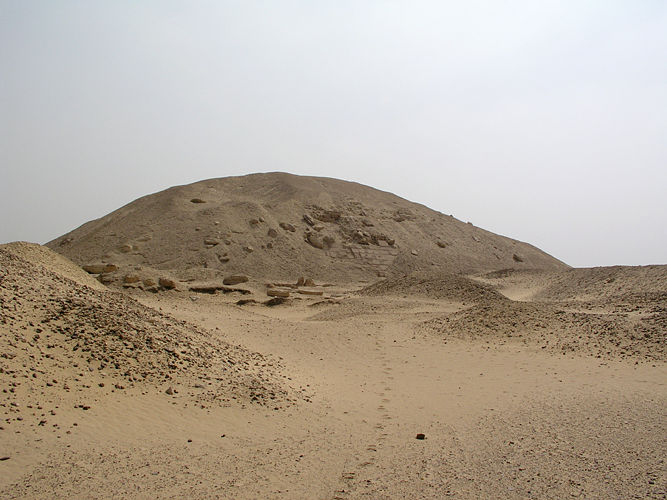
Pirámide de Senusert I.

Una capilla conocida como la Capilla Blanca, con relieves de gran calidad, se construyó en Karnak para conmemorar el 30.º aniversario de este gobernante; la cual todavía se exhibe. Fue reconstruida con los bloques de piedra originales por Henri Chevrier en 1927.
Senusert edificó templos en Elefantina y Tod. También remodeló el templo de Jenti-Amentiu Osiris en Abidos, entre otros proyectos de edificación.
Ordenó erigir su pirámide en El Lisht, denominada la pirámide que domina los dos países, con 105 m de lado y 61 m de altura, y diez pirámides subsidiarias. Para ella utilizó una nueva técnica de construcción: el núcleo de la pirámide lo conformaba una estructura de muros de adobe en forma de aspa, rodeada de otros muros, creando compartimentos que se rellenaban con arena y escombros, lo cual supuso un menor coste. El revestimiento se realizó con bloques de piedra tallada y pulida.
Durante el reinado de Senusert I se excavó un canal que comunicaba el río Nilo con el mar Rojo, aunque no hay información de cómo fue construido. Se estima que se utilizó periódicamente hasta el siglo VII a. C., en que fue definitivamente abandonado debido a trastornos políticos y posible falta de mantenimiento.

## Testimonios de su época
Se cita al rey en muchos templos de Egipto: 
Hieracómpolis, Dendera, Abidos, Heliópolis, Bubastis, Arsínoe (Simpson 1984a); y también en Coptos (Petrie Museum UC14786). Es mencionado además en una inscripción tallada en una roca cerca de Asuán, en el año 32.º de su reinado (de Morgan 1894: 19.94).

## Titulatura
| Titulatura | Jeroglífico | Transliteración (transcripción) - traducción - (referencias) |

| G5 |

| G5 |

| S34 | F31 | t | G43 |

| S34 | F31 | t | G43 |

| S34 | F31 | t | G43 |

| S34 | F31 | t | G43 |

| G5 |

| G5 |

| S34 | F31 | t | G43 |

| S34 | F31 | t | G43 |

| S34 | F31 | t | G43 |

| S34 | F31 | t | G43 |

| G16 |

| G16 |

| S34 | F31 | t | G43 |

| S34 | F31 | t | G43 |

| G16 |

| G16 |

| S34 | F31 | t | G43 |

| S34 | F31 | t | G43 |

| G8 |

| G8 |

| S34 | F31 |

| S34 | F31 |

| G8 |

| G8 |

| S34 | F31 |

| S34 | F31 |

| N5 | L1 | D28 |

| N5 | L1 | D28 |

| N5 | L1 | D28 |

| N5 | L1 | D28 |

| N5 | L1 | D28 |

| N5 | L1 | D28 |

| N5 | L1 | D28 |

| N5 | L1 | D28 |

| N5 | L1 | D28 |

| N5 | L1 | D28 |

| N5 | L1 | D28 |

| N5 | L1 | D28 |

| N5 | L1 | D28 |

| N5 | L1 | D28 |

| N5 | L1 | D28 |

| N5 | L1 | D28 |

| F12 | S29 | D21 · X1 | O34 · N35 |

| F12 | S29 | D21 · X1 | O34 · N35 |

| F12 | S29 | D21 · X1 | O34 · N35 |

| F12 | S29 | D21 · X1 | O34 · N35 |

| F12 | S29 | D21 · X1 | O34 · N35 |

| F12 | S29 | D21 · X1 | O34 · N35 |

| F12 | S29 | D21 · X1 | O34 · N35 |

| F12 | S29 | D21 · X1 | O34 · N35 |

| F12 | S29 | D21 · X1 | O34 · N35 |

| F12 | S29 | D21 · X1 | O34 · N35 |

| F12 | S29 | D21 · X1 | O34 · N35 |

| F12 | S29 | D21 · X1 | O34 · N35 |

| F12 | S29 | D21 · X1 | O34 · N35 |

| F12 | S29 | D21 · X1 | O34 · N35 |

| F12 | S29 | D21 · X1 | O34 · N35 |

| F12 | S29 | D21 · X1 | O34 · N35 |